# Salmon ben Jeruham
Salmon ben Jeruham (10. století) byl karaitský komentátor, který ve své knize Sefer Milhamot JHVH (Kniha JVHV valek) napsal kritiku rabínského judaismu.
Salmon směřoval svoji kritiku jak vůči rabínskému judaismu jako celku, tak i vůči Saadjovi al Fajumimu (Sa'adja Ga'on), představiteli rabanitů, kterého Salmon nazýval Fajumita (Saadja pocházel z egyptského města Fajjúm), darebák a muž bez dobrého srdce.
Kniha Sefer Milhamot JHVH je napsána jako sled akrostichických básní.
Salmon napsal svoji knihu hebrejsky a arabsky, ale zachovala se pouze hebrejská verze.
- (anglicky) Karaite Korner - Salmon ben Yeruham